# Copa del Rei de bàsquet 2011

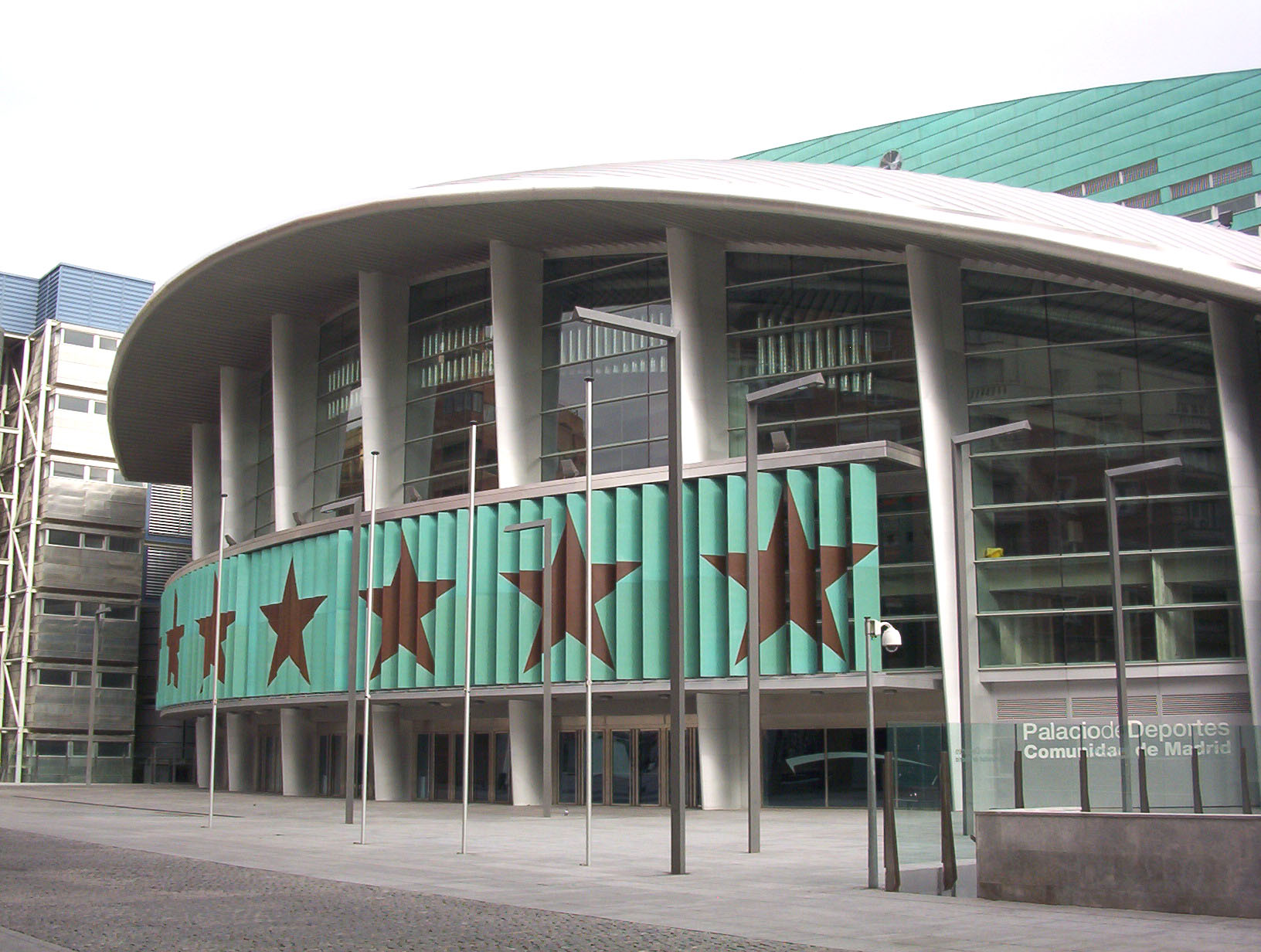
Imatge exterior del Palau d'Esports de la Comunitat de Madrid, seu de la competició.

La 75a edició de la Copa del Rei de Bàsquet es va celebrar a Madrid del 10 al 13 de febrer de 2011, i tingué com a seu el Palau d'Esports de la Comunitat de Madrid, amb més de 13.000 espectadors. La competició se celebrà a Madrid a causa del conveni signat el 7 d'octubre de 2008 entre la Comunitat de Madrid i l'ACB, pel qual ambdues parts es varen comprometre a celebrar aquesta competició al Palau d'Esports de la Comunitat de Madrid en temporades alternes durant els anys 2009, 2011 i 2013. La mesura formava part del calendari d'esdeveniments promocionals que havien d'ajudar la ciutat de Madrid a guanyar la carrera per allotjar els Jocs Olímpics de 2016, i també per optar a l'organització del Campionat del Món de 2014.
L'edició de 2011, en què el defensor del títol era el Regal FC Barcelona, fou la desena en què se celebrà a la capital espanyola. Les nou edicions anteriors van ser en les temporades 1932-1933 i 1935-1936 com a Copa de España; 1940-1941, 1948-1949, 1953-1954, 1955-1956 i 1959-1960 com a Copa del Generalísimo i les 1992-1993, 2005-2006 i 2008-2009 ja com a Copa del Rei.
El trofeu se'l van disputar els vuits primers classificats a la primera volta de la Lliga ACB 2010/11: el Regal FC Barcelona, el Reial Madrid, el Blancos de Rueda Valladolid, el Caja Laboral, el Power Electronics València, el Bizkaia Bilbao Basket, el Baloncesto Fuenlabrada i el DKV Joventut.
El títol fou pel Regal FC Barcelona, que es va imposar per 60-68 a la final contra el Reial Madrid. D'aquesta manera, el Barça obtingué el títol per segon any consecutiu, un fet que no s'aconseguia des de les temporades 1987 i 1988, en què també el Barça va guanyar dos cops seguits.
Amb aquest triomf, el FC Barcelona igualava el Reial Madrid com l'equip amb més títols de Copa, 22.
El MVP de la final fou el barcelonista i debutant a la competició Alan Anderson. El títol va ser el cinquè de copa de la carrera de Joan Carles Navarro, que va esdevenir el jugador en amb més Copes del Rei, superant el madridista Sergi Vidal, amb quatre.

## Resultats
|  | Quarts de final       | Quarts de final    |                   |    | Semifinals | Semifinals |  |  | Final | Final |
|  |                       |                    |                   |    |            |            |  |  |       |       |
|  | 10 de febrer          |                    |                   |    |            |            |  |  |       |       |
|  |                       |                    |                   |    |            |            |  |  |       |       |
|  | B. de R. Valladolid   | 60                 |                   |    |            |            |  |  |       |       |
|  | B. de R. Valladolid   | 60                 | 12 de febrer      |    |            |            |  |  |       |       |
|  | Power E. València     | 83                 |                   |    |            |            |  |  |       |       |
|  | Power E. València     | 83                 | Power E. València | 59 |            |            |  |  |       |       |
|  | 10 de febrer          |                    | Power E. València | 59 |            |            |  |  |       |       |
|  |                       | Reial Madrid       | 69                |    |            |            |  |  |       |       |
|  | Reial Madrid          | Reial Madrid       | 69                | 78 |            |            |  |  |       |       |
|  | Reial Madrid          |                    | 13 de febrer      | 78 |            |            |  |  |       |       |
|  | Gran Canaria 2014     | 72                 |                   |    |            |            |  |  |       |       |
|  | Gran Canaria 2014     | 72                 | Reial Madrid      | 60 |            |            |  |  |       |       |
|  | 11 de febrer          |                    | Reial Madrid      | 60 |            |            |  |  |       |       |
|  |                       | Regal FC Barcelona | 68                |    |            |            |  |  |       |       |
|  | Caja Laboral          | Regal FC Barcelona | 68                | 76 |            |            |  |  |       |       |
|  | Caja Laboral          | 12 de febrer       |                   | 76 |            |            |  |  |       |       |
|  | Bizkaia Bilbao Basket | 74                 |                   |    |            |            |  |  |       |       |
|  | Bizkaia Bilbao Basket | 74                 | Caja Laboral      | 73 |            |            |  |  |       |       |
|  | 11 de febrer          |                    | Caja Laboral      | 73 |            |            |  |  |       |       |
|  |                       | Regal FC Barcelona | 92                |    |            |            |  |  |       |       |
|  | Regal FC Barcelona    | Regal FC Barcelona | 92                | 80 |            |            |  |  |       |       |
|  | Regal FC Barcelona    |                    |                   | 80 |            |            |  |  |       |       |
|  | DKV Joventut          | 66                 |                   |    |            |            |  |  |       |       |
|  | DKV Joventut          | 66                 |                   |    |            |            |  |  |       |       |